# Pipunculus curvitibiae
Pipunculus curvitibiae är en tvåvingeart som beskrevs av Hardy 1939. Pipunculus curvitibiae ingår i släktet Pipunculus och familjen ögonflugor.
Artens utbredningsområde är Arizona. Inga underarter finns listade i Catalogue of Life.